# Lệ Giang (nghệ sĩ)
Lệ Giang (sinh năm 1980) là một nghệ sĩ ưu tú, nghệ sĩ đàn bầu người Việt Nam.

## Tiểu sử
Lệ Giang tên đầy đủ là Nguyễn Thị Lệ Giang. Cô được đào tạo đàn bầu ở Học viện Âm nhạc Quốc gia Việt Nam. Mẹ cô là một nghệ sĩ đàn tranh, đã truyền cảm hứng cho cô tiếp xúc và tham gia âm nhạc từ nhỏ. Cô được đào tạo đàn bầu bởi NSND đàn bầu Thanh Tâm trong 15 năm.

## Sự nghiệp
Trong hơn 30 năm sự nghiệp, Lệ Giang đã biểu diễn đến hơn 80 quốc gia trên thế giới. Cô cũng liên tục tham gia các chương trình biểu diễn trên truyền hình trong và ngoài nước nhằm giới thiệu về cây đàn bầu Việt Nam. Ngoài ra, cô còn hợp tác với nhiều nghệ sĩ và nhà sản xuất âm nhạc của Việt Nam và quốc tế.
Lệ Giang là nghệ sĩ hiếm hoi từng đồng hành với Nhà Triển lãm Việt Nam tại các kỳ Expo trước đây như Thượng Hải, Trung Quốc (2010), Yeosu, Hàn Quốc (2012), Milano, Ý (2015), Astana, Kazakhstan (2017) và EXPO 2020 tại Dubai. Trong khuôn khổ Expo 2020, “Đêm nhạc Jalsat” là loạt chương trình tổ chức hàng tháng, từ tháng 10 năm 2021 đến tháng 3 năm 2022. Đàn bầu do Lệ Giang biểu diễn là nhạc cụ Việt Nam duy nhất được mời tham gia ngay trong chương trình “Đêm nhạc Jalsat” số đầu tiên.
Năm 2017, cô đoạt giải vàng hạng mục độc tấu trong Liên hoan độc tấu và hòa tấu nhạc cụ dân tộc chuyên nghiệp toàn quốc diễn ra tại tỉnh Thanh Hóa do Bộ Văn hóa Thể thao và Du lịch Việt Nam tổ chức.
Hiện tại, cô giảng dạy đàn bầu tại khoa Âm nhạc truyền thống, Học viện Âm nhạc quốc gia Việt Nam.

## Đời tư
Lệ Giang kết hôn với NSƯT Trần Thanh Nam, biên đạo múa của Nhà hát Ca múa nhạc Việt Nam.